# 2024年立法院職權修法爭議
2024年中華民國第十一屆立法院成立後，擁有多數席次的中國國民黨及台灣民眾黨圍繞職權行使權限的議題提出一系列法律修正案，合稱「國會改革法案」。同時，國民黨也提出三部關於花東地區交通建設的法案，合稱「花東交通三法」。正反雙方針對兩項法案展開激烈爭論及議事對決，並在5月17日的院會上發生肢體衝突，數名立法委員受傷被送往醫院。
這些事件引發大規模抗議示威潮。抗議參與者主要反對國會改革法案中的部分修正內容，認為其可能過分擴張立法院的權力，並且批評審查過程缺乏程序正義。支持改革者則指責執政的民主進步黨企圖獨佔權力，強調這些法案是為了更強力地監督政府，確保政府對國會負責。
5月28日，涉及立法院職權之法律修正案三讀通過，行政院認定該法案窒礙難行，對其提出覆議，但未獲通過。相關法案於2024年6月26日正式生效。隨後民主進步黨立法院黨團、總統賴清德、行政院以及監察院皆分別向憲法法庭聲請釋憲、作成暫時處分。憲法法庭先於7月19日作成暫時處分，裁定部分條文暫時停止適用，隨後於10月25日作成113年憲判字第9號判決，宣告「藐視國會罪」在內的大多數條文違憲，相關條文立即失效。

## 背景
中華民國採取五權分立的體制設計，經過多次修憲後，目前務實上更側重於三權分立，即行政院、立法院、司法院的相互制衡，並採行半總統制。
2024年立法委員選舉結果，國民黨以52席成為第十一屆立法院最大黨；民進黨獲得51席，但失去了國會控制權；民眾黨獲得8席，成為關鍵少數，在國會改革法案等議題上與國民黨結盟；2席無黨籍當選人長年參與國民黨立法院黨團，故國民黨議席雖未過半，但實際上奪得國會優勢，且立法院院長、副院長皆分別由國民黨提名的韓國瑜與江啟臣擔任。在中華民國第16任正副總統大選中，民進黨主席賴清德當選總統，蕭美琴當選副總統，並任命同黨籍的卓榮泰為行政院院長組建新政府，但因民進黨未能掌握國會議事主導權，故本屆中華民國政府成為少數派政府。

## 法案內容

### 國會改革法案
本系列法律修正案的核心內容涵蓋了總統國情報告、加強人事同意權、擴大調查權、增加聽證權以及藐視國會罪。

#### 總統國情報告
《立法院職權行使法》中增訂，未來總統必須在每年3月1日前赴國會進行報告，新任總統則要額外在就任1個月內赴國會；若遇上「國家大政方針」及「重要政策議題」，立院也可在全體四分之一委員提議、再經院會決議後，請總統赴國會報告。
國情報告將採「依序即時回答」形式，假使立委以書面詢問總統，總統應在7至12日內書面回覆；不過即問即答的流程仍有解讀空間，未來將由黨團協商決定。

#### 擴大人事同意權
《立法院職權行使法》中修訂，未來憲法未明確規範的人事同意權的行使程序，需經相關委員會審查後，再由全體院會表決通過。此規範適用包括但不限於國家通訊傳播委員會（NCC）主委及中央選舉委員會主委等職位的人事同意權行使。
人事同意審查期不得少於1個月。
應於審查過程中舉行公聽會，邀集相關學者專家、公民團體及社會公正人士共同參與審查。被提名人的學經歷、最高學歷學位論文、稅務及刑案紀錄表等資料，應由提名後7日內送交立法院參考。
被提名人提出書面資料與答詢，於提出結文或具結後，有答復不實、隱匿資料或提供虛偽資料的，委員會停止審查，再經院會決議，處二萬元以上二十萬元以下罰鍰。

#### 文件調閱權
《立法院職權行使法》中增修，開放立院可設「調查委員會」、「調查專案小組」，得要求「政府機關、部隊、法人、團體或社會上有關係人員」於5日內提供相關文件、資料、檔案。
相關文件、資料及檔案原本業經司法機關或監察機關先為調取時，應敘明理由，並提供複本。
在調閱期間，應指派專人將被調閱文件、資料及檔案送達立法院指定場所，以供參閱，由立法院指派專人負責保管。
政府機關或公務人員若拒絕、拖延調查或隱匿資料，得經立法院院會決議，將其送監察院糾正、糾舉或彈劾。假設是民間人士違反規定，得經立法院院會之決議，處新臺幣一萬元以上十萬元以下之罰鍰，並得按次處罰至改正為止。受處分者如有不服，可在處分送達次日起2個月內提起行政訴訟。 
接受調查者若認為調查委員會、調查專案小組逾越職權範圍或涉及個人隱私而與公共事務無關者，可陳明理由，經會議主席同意後拒絕證言或交付文件、資料及檔案。

#### 國會聽證、調查權
《立法院職權行使法》中增訂，調查委員會和專案小組為審議院會交付之議案、全院委員曾為補選副總統、彈劾總統副總統等，得依《憲法》第67條第2項舉行聽證會。涉及外交、國防或其他依法令應祕密事項者，以祕密會議進行。
若聽證會涉及個人隱私遭不當侵害之虞，個人生命、身體或其他自由遭威脅之慮、營業祕密遭受不當侵害之慮，應部分或全部不公開。
若涉及國家安全、國防及外交等國家機密事項，或逾越聽證會調查目的之詰問或對質、個人隱私等，出席人員得拒絕證言或表達意見。
但應邀出席人員除非有正當理由，否則不得拒絕出席、拒絕證言、拒絕提供資料，經立法院院會決議後可處1萬至10萬元罰鍰，可按次處罰，受處分者如有不服，可在處分送達次目的2個月內提起行政訴訟。
民間人士出席時為虛偽陳述者，得經院會決議，處2萬至20萬元罰鍰，同樣可按次處罰和提起行政訴訟。若政府人員為虛偽陳述者，則可由主席或質詢委員提議、出席委員5人以上連署或附議，經院會決議，移送彈劾或懲戒，並依法追訴其刑事責任。

#### 藐視國會罪
《立法院職權行使法》中修訂第25條，未來政府官員被質詢時不得任意缺席、拒絕答覆、拒絕提供資料、隱匿資訊、虛偽答復或有其他藐視國會之行為，答覆內容不得超過質詢範圍，且不得對立委「反質詢」。
若被質詢人違反上述相關規定，均可送彈劾或懲戒，亦可由主席或質詢委員提議，再經院會決議，處2萬至20萬元罰鍰。另外，若官員於受質詢時進行虛偽陳述，依法以藐視國會罪追究其刑事責任。
另於《刑法》增訂第5章之1「藐視國會罪」專章（第141-1條），公務員於立法院聽證或受質詢時，就其所知之重要關係事項，為虛偽陳述者，處1年以下有期徒刑、拘役或20萬元以下罰金。

#### 其他修訂
立法院追認總統的發布緊急命令、行使人事同意權、對總統副總統的彈劾案，在院會投票決議時，由無記名改為記名。
口頭質詢未及時答覆的部份，官員書面答覆的期限由最高25天減少為15天。書面質詢的書面答覆、預算案書面答覆的部份，期限最高25天沒變，但是涉及內容未過廣的，期限由20天減少為15天。

### 花東交通三法
「花東交通三法」由國民黨黨團總召傅崐萁領銜提出，主要包括《國道六號東延花蓮建設特別條例草案》、《環島高速鐵路建設特別條例草案》及《花東快速公路建設特別條例草案》，以計畫完成不逾10年為限。草案中定明，建設工程應採用民間興建營運後轉移模式（BOT）、得引進國際主权财富基金，同時不受中央每年度舉債額度限制。
傅崐萁於2024年3月6日提出《花東快速公路建設特別條例》草案，並於3月8日通過一讀。3月25日，全案被保留並送出委員會進一步審議。隨後，傅崐萁在3月14日提出《環島高速鐵路建設特別條例》和《國道六號東延花蓮建設特別條例》草案，並由韓國瑜和江啟臣共同提案。這兩項草案於3月15日通過一讀，交付委員會審查，並分別於4月1日和4月17日完成初審程序，最終全案保留送出委員會。此外，《花東快速公路建設特別條例草案》明訂預算上限為2500億元，其餘2案尚未訂出預算。民進黨認為，根據高鐵延伸平均造價，環島高鐵需花費約1.248兆元，且交通部曾初步評估國道6號東延需穿越中央山脈，經費約8000億元，總計花費預估超過2兆元。
6月1日，傅崐萁對外預告稱7月16日休會前一定通過花東交通三法。民眾黨立法院交通委員會委員林國成也表示，花東三法事關台灣的交通建設，有其必要性，民眾黨不會阻擋法案。但國民黨內對此事存在分歧，賴士葆質疑推動的急迫性；國民黨文傳會主委李彥秀直言「花東三法」並非黨內共識，不會強行推動；此外，有國民黨立委私下表示拒絕為此案背書。地球公民基金會等環團發起連署，訴求國會撤回花東交通三法。此後，傅崐萁態度鬆動，稱會等黨內有完全共識才推動；李彥秀在受訪時表示“黨團目前傾向將三案拆開來處理，先開說明會討論，再送院會”。

### 主要爭點
法案的支持者認為，國會改革法案能更有效的監督政府，在國會透過調查權清楚展現和揭露所有弊案與不公不義的事情，真正實現政府向國會負責的理念。同時也指責民進黨企圖獨佔權力，通過民眾壓制國會和霸凌多數，並表示國會改革也是國民黨與民眾黨的選舉承諾，及過去民進黨未完成的政見。而「花東交通三法」則可以打造兩小時臺灣生活圈，把臺灣東部與中部連貫在一起，帶動東部地區的經濟增長，也讓東部的交通變得更加安全與便利。此外，環島高鐵也是交通部長王國材在2021年提出的建議。國民黨所做的民調也顯示，在臺灣目前有近八成的民眾支持該項交通法案。
法案的反對者則擔心國會改革法案的通過會讓立法院同時擁有檢察權、審判權、立法权、開出連續性行政處分和無限施壓任何行政官員的權力，破壞了五權分立，更可能違反《中華民國憲法》，不是改革而是濫權。同時認為法案在審議程序上未經委員會充分討論，僅以人數多數輾壓反對意見，是威權主義的復辟，違反了公平正義，故要求撤回法案，重新審查。而「花東交通三法」也被指責有立法權凌駕行政權的疑慮，並違反了《環境影響評估法》、《原住民族基本法》、《國土計畫法》及《土地徵收條例》等多項現行法律，及憲法「立院不得為增加預算之提議」有關規定。此外，草案中提到的引進國際資本及採取BOT模式，也引發了中國有機會在臺灣復刻「一带一路」手段的擔憂。

## 審議過程

### 首次院會審議前
4月1日，立法院司法及法制委員會國民黨召委吳宗憲首次排審國民黨委員傅崐萁、翁曉玲等與民眾黨黨團版本《立法院職權行使法》、《刑法》增訂「藐視國會罪」、《立法委員互選院長副院長辦法》修正草案。
4月3日，立法院司法及法制委員會國民黨召委吳宗憲召開「啟動國會改革─立法院職權行使法相關法案」公聽會，原訂下午審查，因地震取消。
4月9日，院會排入民進黨委員賴瑞隆《立法院組織法》、《立法院職權行使法》國民黨委員呂玉玲、鄭天財、民進黨黨團等版本修法草案。
4月10日，立法院司法及法制委員會民進黨召委鍾佳濱召開「如何落實國會調查 聽證權以有效監督行政機關 並避免侵犯人民自由／隱私權」公聽會。
4月11日，立法院司法及法制委員會民進黨召委鍾佳濱召開「如何落實國會調查 聽證權以有效監督行政機關 並防範機密外洩危害國安」公聽會
4月15日，立法院司法法制委員會中於逐條討論時，主席國民黨召委吳宗憲宣讀完條文，聽到「有異議」便宣布保留，民進黨委員要求討論未果，民進黨委員於每條條文宣告保留後逐一提案散會，共計40次。在司法法制委員會中，有民進黨委員6人，國民黨委員5人，以及民眾黨委員黃國昌，表決6:6後主席吳宗憲加入，表決成為7:6，民進黨為少數，散會動議皆不通過，全部條文保留送出委員會，提交黨團協商。
民進黨黨團指責國眾兩黨在委員會審查時不願逐條討論條文，將條文直接送出委員會。而國民黨則批民進黨把國會當老巢，為了阻止拖延國會改革一日提出了40次散會動議。
5月8日，立法院司法及法制委員會民進黨召委鍾佳濱排審民進黨版本《立法委員行為法》、《立法院議事規則》、《立法院職權行使法》修正草案，國民黨委員提案散會，會議09:01開始，10:34結束。中午12時，立法院司法及法制委員會國民黨召委吳宗憲召開黨團協商，出席委員包括民眾黨立委黃國昌、國民黨立委林思銘、民進黨立委吳思瑤、莊瑞雄及鍾佳濱。會中僅用一個小時討論了《立法院職權行使法草案》§2、§15、§15-1、§15-2四條法條，主席吳宗憲便示意保留送院會處理。民進黨委員要求逐條審查、協商，主席吳宗憲以民眾黨黨團未出席、無法達成共識為由否決。民進黨委員要求擇期再召開協商未果，協商於13:13結束。
5月9日，公民監督國會聯盟、台灣基進、時代力量、小民參政歐巴桑聯盟和台灣綠黨召開聯合記者會，譴責國民黨與民眾黨利用蓄意杯葛、不經討論的方式審查「國會改革」相關法案。認為本法案充滿爭議且未經實質審議，應退回司法及法制委員會嚴審。
5月14日，由於國會改革法案的協商冷凍期將於5月16日到期，立法院程序委員會決定將相關議案排入5月17日的院會中。
5月15日早上8時，國民黨黨團總召傅崐萁發動甲級動員，號召同黨立委於議場門口輪流守夜至院會當日，以確保自身議案優先排入議程，力拼在5月20日賴清德總統就職典禮前三讀通過，民眾黨黨團於中午12時決定與國民黨一起排隊守夜。
5月16日，立法院院長韓國瑜召開黨團協商，排定逐條討論「花東交通三法」、「行政院院長施政方針報告」、「總統至立法院國情報告」、「國會改革相關法案」等案。除「邀請新任行政院長施政方針報告」及「立法院延會至七月中旬」，朝野有達成共識外，包含邀請總統赴國情報告、環島高鐵特別條例草案等後續議程，都沒有達成共識。在歷經5小時的協商後，未討論至「國會改革相關法案」即散會。隨後，國民黨立法院黨團、民進黨立法院黨團皆對黨團成員發出甲級動員。
當晚，黃國昌向記者表示國會改革的法案是最高機密無法透露，法案詳細內容及各政黨動議將在當日立院開議後，送至各立委桌上，引起爭議。黃國昌事後聲稱法案的條文都公開上網，然而網站上僅公開了28版法案草案，但其中部分並未包含5月17日進行審議的第29版的修正動議。黃國昌解釋，立委們桌上都有修正動議、再修正動議，其在野黨也是昨天坐在議場內才看到民進黨團提出的80個表決版本。
根據台灣事實查核中心的查核內容，熟悉立院生態的資深媒體人單厚之指出，針對高度爭議的議案，過去通常由立法院長召集朝野協商，凝聚共識後再進行討論。然而，5月17日的國會改革法案未經院長召集協商，且委員會也沒有共識，多達20幾個版本的草案送進院會，增加討論難度，國民黨和民眾黨在會議當天突然提出「整合版」，此版本也完全未經討論，直接要在院會表決，引發外界對表決條文沒有公開的疑慮。一位熟悉立法院議事人士則表示，藍白兩黨當天並非提出一套前所未見的新條文，而是根據已經公開的修正草案，因為尚有疑義，依法提出再修正動議，這是合乎規定的議事手段。
時代力量黨主席王婉諭表示，再修正動議都要依附在修正動議，或是委員會、協商的共識版本來提出，進行細部調整，從未有過直接推出新版本的情況。律師林智群指出，修正動議當天提出是合法的，但通常基於委員會送出的版本進行小幅修改，並非重新提出全新版本。

### 首次院會
5月17日，立法院內發生了數起肢體衝突。
- 上午7時，國民黨立委阻止民進黨立委進入議場大門，雙方爆發激烈肢體衝突。[71][72]
- 民進黨籍立委王美惠被指涉嫌對駐守議場大門的警察使用暴力，引發爭議。她表示是因為警察莫名阻攔她進入議場才出手。[73]
- 國民黨立委徐巧芯踹倒民進黨立委陳亭妃，並在事後聲稱自己是故意的。[74]5月23日，陳亭妃對徐巧芯提告蓄意傷害。[75]
- 民眾黨總召黃國昌在簽到處排隊時，突然向民進黨黨團總召柯建銘大吼，指控其插隊。[76]
- 開會前，民進黨立委賴惠員禁錮立法院院長韓國瑜長達五分鐘，聲稱韓國瑜無法保持行政中立，阻止其進入議場[77]。
- 上午10時09分，韓國瑜宣布開會，國民黨黨團將李彥秀等人提出的NCC組織法修法逕付二讀。[78]
- 稍後的議會衝突中，徐巧芯衝撞王美惠，並用民進黨黨旗勒向王美惠的脖子，接著在她面前撕扯黨旗。[79]
- 國民黨立委陳菁徽努力阻攔民進黨立委鍾佳濱衝上主席台，兩人一同摔倒在地。陳菁徽事後指控鍾佳濱性騷擾。鍾佳濱隨後向陳菁徽道歉，解釋自己是爬上主席台的時候踩到紙張滑倒。[80]
- 民進黨立委郭國文在搶走立法院秘書長周萬來手上的書籍與提案文件後奔離議場。[81]
- 午後1時，民進黨立委試著強行攻入主席台，阻止法案被強行通過。
- 晚間表決時，民進黨立委邱志偉、沈伯洋、郭國文等人從後門進入主席台，被眾立委從高處扔下。沈伯洋頭部着地，隨後被送往醫院。除了沈伯洋外，邱志偉、郭國文、鍾佳濱、吳宗憲和莊瑞雄也因身體不適被送往醫院。[82][83]
- 即便已有六位立委送醫，韓國瑜仍在晚間8點宣佈繼續開會，民進黨立委極為不滿，往台上丟水瓶要求停止表決。

本日下午，國民黨立委為了阻止民進黨立委進入主席台，提議採用「舉手不記名」立法程序表決，其中兩案的表決結果與議場人數明顯不符，議場人員清點人數分別是108位、109位立委，卻都投出60票贊成、50票反對的結果。此外，依照立院職權行使法第9條，二讀條文都必須進行宣讀，但立法院院長韓國瑜和立法院秘書長周萬來刻意選擇不宣讀條文。引發了程序不當的質疑。
晚間十時，國民黨與民眾黨立委一致舉手通過「總統國情報告常態化」：二讀條文規定，立法院於每年集會時邀請總統至立法院進行國情報告。總統於每年2月1日前向立法院送交國情報告書，並於3月1日前赴立法院進行國情報告。新任總統於就職2週內向立法院送交國情報告書，並於1個月內赴立法院進行國情報告。二讀通過條文明定，立委於總統國情報告完畢後，得就報告不明瞭處，提出口頭或書面問題。立委進行口頭提問時，總統應依序即時回答；其發言時間、人數、順序、政黨比例等事項，由黨團協商決定。立委的書面問題，總統應於7日內以書面回覆。但事項牽涉過廣者，得延長5日。
上一次民選總統至國會進行國情報告，是1999年6月李登輝向第三屆國民大會進行週年施政報告。同年9月《中華民國憲法》增修條文第四條通過，明示「國會得聽取總統國情報告」，並於《立法院職權行使法》內規定「立法委員於總統國情報告完畢後，得就報告不明瞭處，提出問題供總統參考」，《憲法》及現行法均未強制總統回應。

### 後續院會
5月21日，立法院召開院會審議繼續相關法案。上午9時至12時，二讀表決5條條文，包括規範不得「反質詢」、被質詢人應有不得拒絕答復、拒絕提供資料等或有其他藐視國會行為的義務，違者處新台幣2萬元以上20萬元以下罰鍰。下午2時30分院會繼續開會後，民進黨團4度提出散會動議，但經表決後都遭國民黨黨團、民眾黨黨團否決。另外，經表決通過國民黨黨團、民眾黨黨團提案，延長院會時間至討論事項第4案審議完畢，再行休息。二讀表決通過5條條文，包括立委行使人事同意權以記名投票表決、審查期間不得少於1個月、被提名人違反相關規定，經院會決議者，得處2萬元以上20萬元以下罰鍰。晚上6時40分會議繼續，二讀表決通過11條條文，以及1個章名。包括行使調查權部分，得要求政府機關、部隊、法人、團體或社會上有關係人員提供相關資料，法人或社會上有關係人員等違反相關規定，得經立法院會決議，處最高10萬元罰鍰。
5月22日，國民黨立法院黨團總召傅崐萁在議場外守夜，並號召黨籍議員前來參加。
5月23日，國民黨召開黨團大會研商重大法案。
5月24日清晨，國民黨黨團、民眾黨黨團在議場前集合，並於上午7時進入議場占據主席台。至下午5時，院會二讀表決了13個條文及增訂1個章名「聽證會之舉行」，包括聽證權的行使規範，賦予立法院聽證權、聽證會舉行要件等，關於相關罰則部分則尚未處理。國民黨團提議延長開會到晚上12點再休息，經表決後通過。晚上7時至11時，除藐視國會罪外其他條文皆已二讀表決通過。韓國瑜宣布院會結束，並將於下週二續審其他條文。院會間，民進黨立委林淑芬與民眾黨麥玉珍發生扭打，二人皆指控對方先動手。
5月28日，國民黨黨團與民眾黨黨團在上午7時議場開門後占據主席台，上午9時至11時二讀表決8條條文及增訂1個章名。下午1時，院會繼續開會，下午3時29分，完成《立法院職權行使法》全案的二讀。下午5時，立法院院長韓國瑜敲槌，宣布此次國會改革主要之《立法院職權行使法》部分修正條文。最終包含「總統國情報告」、「藐視國會」、「人事同意權」與「調查權與聽證權」等國會職權修法關鍵條文的法案三讀通過。院會期間，民進黨立委邱議瑩和國民黨立委羅智強、徐巧芯發生了衝突。邱議瑩不滿羅智強的言論，上前用扇子打了他一巴掌，徐巧芯則抓住邱議瑩的衣領反擊，後來被拉開。事件結束後，羅智強表示將提出傷害告訴，邱議瑩也表示會去驗傷。

## 院外抗議

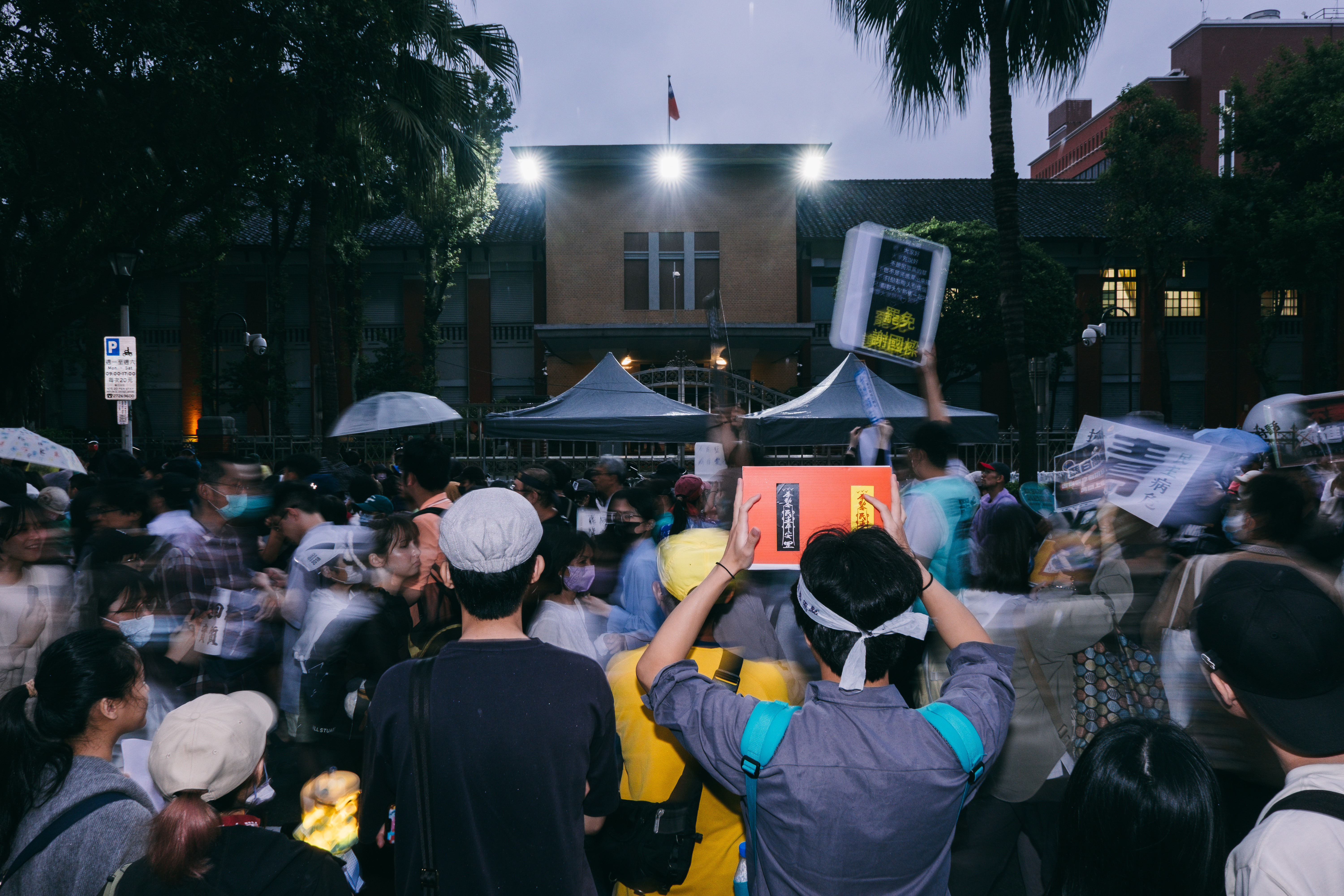
立法院外的抗議群眾

### 5月17日
公民監督國會聯盟與經濟民主連合、小民參政歐巴桑聯盟、台灣綠黨當日共同召開記者會，標題為「脫韁國會，全民制衡！呼籲殘害民主法案退回嚴審！」，呼籲程序正義、法案嚴審。時代力量主席王婉諭表示，之所以會發生衝突，是因為國民黨、民眾黨想強行通過國會改革的法案，但最該被改革的應該是「只要我票多，有什麼不可以」的傲慢心態。並譴責兩黨在未經理性審議、對話的情況下，試圖強行通過法案。新竹市議員廖子齊身著時代力量的衣服，上面寫著「人民的立法院」，批評曾經穿著同件衣服的黃國昌「立法院是人民的，不是你大哥傅崐萁的。」
晚上9時，數十位學生和民眾自發集結在立法院外的青島東路抗議，要求停止表決、實質審查，高喊「沒有討論、不是民主」、「退回法案、停止開會」、「拒絕黑箱」等口號。參與者羅宜認為，表決未宣讀條文，修正動議內容亦不清楚，議程透明度不足，沒收討論不為民眾所接受。現場直播畫面經由社群媒體傳送，數百名抗議群眾隨後逐漸來到現場。警方調動大批警力阻止民眾接近立法院，大同區、萬華區，桃園市等都有派人到場，警方亦動用拒馬維持秩序戒備，並帶著棍棒。傅崐萁則在主席休息室內撥打電話，向電話另一頭說「給我多派一些警察過來」，吳思瑤表示，這是她第一次看到立法院有這麼多警察出沒。立法院前院長王金平即使面對三一八學運，都不會動用警察權，王金平說動用警察權，就是破壞台灣民主制度，韓國瑜、傅崐萁跟民眾黨團總召黃國昌是台灣民主的罪人。以及，為什麼傅崐萁可以指揮警察，「難道現在立法院長是傅崐萁嗎？」人潮在午夜12時議事休息後逐漸散去，並相約21日法案續審時再度聚集。

### 5月21日
公民團體取得了5月21日青島東路的路權。公投盟、經民連呼籲民眾於當天晚上在立法院外集合示威，避免法案三讀通過。消息透過Instagram、Threads傳播，也是Threads在台灣首次出現社會運動串聯。
當日，40多個公民團體及眾多政治人物前往立法院旁的青島東路示威抗議，聯合舉辦「國會濫權，民主倒退，公民搶救，立院集結」行動。集會在晚間逐漸蔓延至中山南路、濟南路、忠孝西路一帶，示威人數一度超过三万人。台灣基進、時代力量、小民参政欧巴桑联盟、綠黨、社會民主黨、台聯等政黨也前去聲援活動，並召開「小黨團結守護民主，拒絕國會威權復辟」聯合記者會。聯華電子創辦人曹興誠表示「扩权法案是把立法权压着行政权，压着司法权，最后变成立法独大」「必須堅守陣線不能再退，不然台灣將會變成香港」。抗議人潮在11時46分立法院宣布散會後逐漸散去。集會解散前，主辦單位告知在場民眾：由於24日的院會預計繼續審議國會改革法案，希望民眾在24日也能到立法院外聲援行動。

### 5月24日
5月23日晚間，高雄市議員張博洋呼籲高雄市民至國民黨高雄市黨部以「社會溝通」的名義抗議。
5月24日，支持和反對修法的團體皆獲得北市府在立法院附近的集會許可。雙方以鎮江街為界，占據青島東路西側與東側，相距不到100公尺，警方嚴陣以待。支持修法方選擇用宣傳車播放他們的主張，並計劃在下午5時集結，聲援藍白立委修法。但與抗議者相比，人數明顯較少。台灣新社向立法院遞呈請願書，並致贈「堅持國會改革」牌匾，期許朝野立委捐棄政黨利益與思想，為國家樹立長久的典範。當日，超過50個公民團體在青島東路西側與濟南路集結抗議，要求將法案退回委員會重審。據主辦單位統計，下午4時參與示威人數已超過3萬，晚上8時超過8萬，並持續增加，甚至超過10萬人。這場示威活動之所以被部分人稱為「青鳥行動」，是因為它主要於立法院旁的青島東路舉行，而在社群媒體上直接寫「青島」可能會受到演算法影響降低觸及率，故民眾選擇使用字形類似的「青鳥」代替，並逐漸成為了本次抗議示威潮的代名詞。24日集會解散前，主辦單位告知在場民眾：由於28日的院會預計繼續審議國會改革法案，希望民眾在28日也能到立法院外聲援行動。
在高雄市，有人透過Instagram發起名為「高雄大路過」的行動，號召民眾在24日晚間到中央公園一帶聲援臺北的抗爭集會。他們建議參與者不攜帶大聲公、不喊口號，希望以較柔和的方式表達主張，人數截至晚上9時30分已經有4千人。而在嘉義市，也有人以Threads號召市民至嘉義車站「散步」，不宣講、不喊口號，只以舉標語的方式表達訴求。當日臺灣各地的集會活動有台中火車站、台中市政府、彰化火車站、南投縣議會、嘉義車站、台南市台灣文學館、高雄市中央公園、花蓮市石來運轉噴泉廣場、台東縣南京路口及澎湖縣馬公市相對公園等地；日本東京池袋亦集結了一群自由派人士，發起抗議活動跨海聲援。

### 5月28日
當日早上，在立法院附近的集會現場，社會民主黨、台灣綠黨、小民參政歐巴桑聯盟、時代力量、台灣基進共同召開「小黨分進而擊，捍衛民主台灣」聯合記者會。下午，立法院三讀通過部分條文後，場外示威者合力將多顆印有「公民捍衛民主」、「重啟社會對話」、「拒絕中國干政」標語的巨型白色氣球拋進立法院圍牆內，同時在立法院大門綁上白布條與太陽花表達訴求。現場除了舉行「最想要罷免的立委」票選活動，當天主辦方還播放一段5月17日以來4次行動剪輯而成的影片。主辦單位經濟民主連合、台灣公民陣線、公投護台灣聯盟、新北市青年公共事務協會以及聲援政黨小民參政歐巴桑聯盟、时代力量、台灣基進、社會民主黨、綠黨共同召開「反國會濫權：社會對話行動」聯合記者會，呼籲行政院應對法案提出覆議、釋憲，並要求與立法院長韓國瑜見面對話。並宣布接下來公民團體以及政黨將會到藍營選區的社區舉行座談，告知當地選民知道法案的嚴重性。晚上9時30分，現場人數突破7萬人，人潮一路從濟南路、青島東路外溢到了中山南路；抗議集會在晚上11時許落幕。同日，新竹縣竹北市、新竹車站、竹南車站、台中車站、台中市政府、彰化縣議會、彰化縣立圖書館、雲林縣斗六膨鼠公園、嘉義市文化公園、台南市東門巴克禮紀念教會、高雄市凹仔底森林公園、屏東縣楠仔樹腳天后宮、宜蘭縣羅東中山公園等地也有民眾自發串聯的活動。
台大兒童醫院院長李旺祚則希望抗議者可以降低音量：「（我們）對於活動吵雜只能柔性勸導；不少參與抗議的群眾也在網路上呼籲，盡量不要吵到兒童醫院⋯⋯民主社會民眾有表達意見的自由，院方不便干預抗爭情況，尊重抗議者表達意見的權利⋯⋯若抗議者互相尊重，能自我控制、降低音量，不要影響看診、住院兒童的就醫權利，是更理想的情況；而台大兒醫因位置特殊，過去也曾發生有抗議者進入醫院使用洗手間，院方立場是不禁止，藉由妥善勸導，希望不要影響民眾安寧。」

### 個資外洩疑慮
5月27日，民進黨政策會執行長王義川在政論節目中表示，根據手機信令資料比對，524當天參加抗議活動的群眾中，有六成的年齡介於20歲至40歲之間，與民眾黨519活動的小草支持者不同。該言論引發外界質疑民進黨涉及不法監控民眾。5月28日，王義川出面受訪，表示他所提到的「手機信令資料」用於觀測人流及分析人流特性，在業界是一種常用的市場分析方法。他強調，這些資料是透過民間朋友取得的，並非來自民進黨。他解釋說，這些市場上取得的資訊基本上包括手機門號擁有者在取得門號時的年齡，或當時所登記的地址。
5月29日，民眾黨立法院黨團總召黃國昌與國民黨立委吳宗憲在司法及法制委員會質詢法務部部長鄭銘謙時公開告發王義川。當日下午，台北地檢署分他字案開始偵辦。民進黨團總召柯建銘回應，既然有人檢舉並立案偵辦，就應依法面對司法，不必多言。同日下午，NCC主秘黃文哲在例行記者會中表示會主動請3家電信公司前來說明，表示目前不確定王義川的資訊來源，並強調「去識別化」是指將資訊中符合個資法第2條第1款規定的個人資料屏除，資訊中不得含有個資法中所定義的個人資料。中華電信等電信業者則回應表示一向重視用戶個人資料的保護，絕不會違反現行相關法令規定。國安局局長蔡明彥指出國安局並未參與此次個案，對於可能屬於商業分析的活動，國安局不予置評。警政署長張榮興強調，警察在執行群眾活動時，絕對不會使用手機定位群眾。主管手機通訊監察的調查局也聲明，調查局不會針對特定地域範圍、使用者年齡或族群等事項進行任何大數據分析。

## 後續

### 立法院覆議
在各法案皆三讀通過後，超過200名律師發表聯合聲明，呼籲行政院應提出覆議，立法院應接受覆議且須重啟法案討論。台灣國內各大學法律學系及中央研究院法律學研究所等逾120位法律教授學者連署指法案違憲，呼籲行政院與總統依據憲法之規定行使覆議權，退回立法院重啟審議。經濟民主連合同時亦呼籲行政院應對法案提出覆議、釋憲，並要求與立法院長韓國瑜見面對話。
5月31日，行政院長卓榮泰於下午拜會民眾黨團，民眾黨立委張啓楷當面向他建議，行政院若對國會改革法案提覆議案，不僅加劇朝野衝突，且從目前席次看來，覆議案通過可能性不高。對此，卓榮泰則回應表示，「不一定」。
行政院長卓榮泰赴立院施政報告並備詢，在立法院長韓國瑜表達歡迎時，國民黨立委全體起立離場。事後，國民黨團書記長洪孟楷受訪時表示，卓榮泰對於國會改革部分，罔顧人民的心聲、罔顧主流民意提出覆議，「我們不杯葛，也是表達無聲的抗議，所以選擇離席」。
台灣公民陣線執委賴中強表示，目前公民團體並未發動罷免，現行目標是要號召各地公民「督藍委」，讓他們感受選民不滿，進而改變投票或付出代價，台灣公民陣線很清楚，傅崐萁集團未來所要推動的惡法，還包括破壞台灣生態的花東交通三條例、NCC人事條例、提高罷免門檻、反滲透法與國安五法，甚至連婚姻平權、年金改革、黨產條例都可能。
6月6日，行政院詳列以下7點理由認定立法院通過的法案窒礙難行，對其提出覆議：
1. 沒有實質討論，違反民主原則
2. 混淆雙首長制，質詢總統違憲
3. 無差別調查民眾，聽證範圍過廣
4. 漠視正當法律程序，違反程序正義
5. 無期限審查人事同意權，空轉政府重要職缺
6. 「藐視國會」定義不明，恣意擴大立院職權
7. 「懷疑」官員虛偽陳述，即可課刑責[171]

立法院排定於6月19、20日召開委員會審查法案，並於21日進行表決。公民團體宣布，將在這三日號召公民再次上街。全台各地的民進黨民意代表也在各縣市發起街頭宣講傳達理念，柯建銘則呼籲藍白立委起義來歸，投下反對票。
21日，立法院針對國會改革覆議案進行表決，62票「贊成維持本院原決議，即反對覆議案」，51票「反對維持本院原決議，即贊成覆議案」，覆議案不成立。

### 憲法法庭釋憲

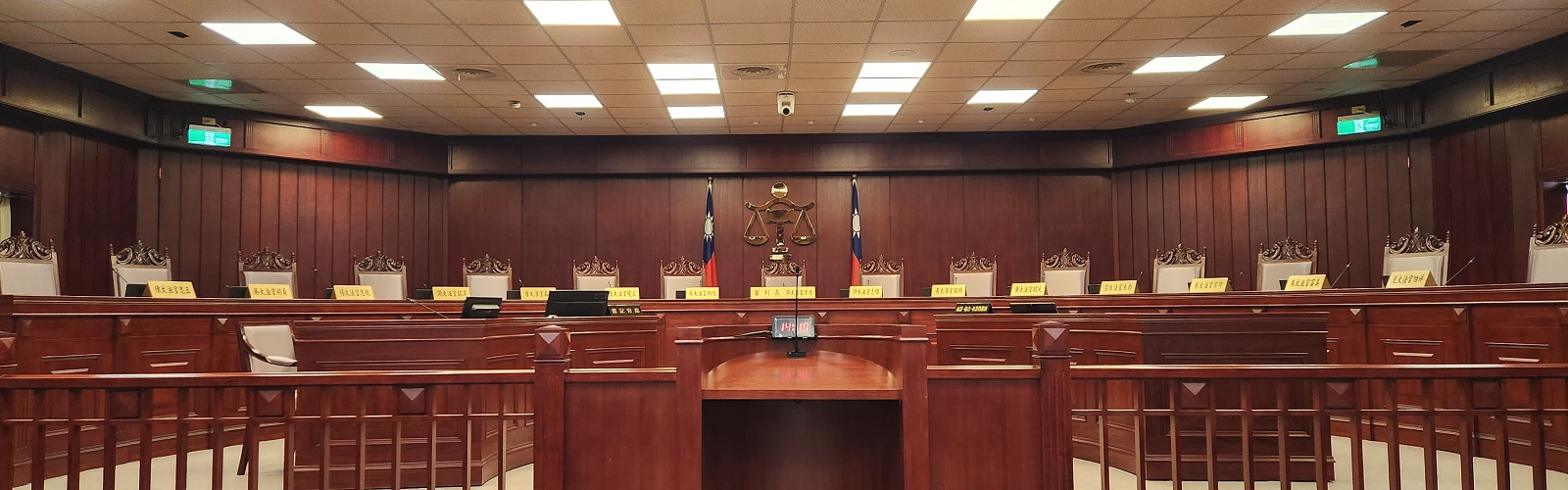
憲法法庭內庭

由於覆議案不通過，相關法案在6月26日正式生效。隨後民主進步黨立法院黨團、行政院、總統賴清德以及監察院皆分別向憲法法庭提出釋憲及暫時處分，這也創下4個憲政機關同時聲請釋憲的紀錄。
此外，有一名民眾認為審議過程違反立法院議事規則，以立法院、行政院、民眾黨、國民黨，以及58名國民黨籍、民眾黨籍立委為被告，向臺灣臺北地方法院提起民事確認之訴，請求回復原狀。臺北地方法院認為，本案無涉私人之間的民事糾紛，原告顯然不會因為勝訴（確認）而取得任何利益，起訴顯無理由，以判決駁回，可上訴。
2024年10月25日，憲法法庭判決認定法案部分合憲、部分違憲，包含「聽取國情報告」、「聽取報告及質詢」、「人事同意權行使」、「調查權行使」、「聽證會舉行」及「藐視國會罪」等各部分規定都有被認定違憲而失效的條文。認定該次修法內容違憲的理由包含憲法增修條文第4條第3項規定僅賦予立法院得被動聽取總統國情報告之權，總統並無至立法院為國情報告之憲法義務；反質詢相關修法以及「藐視國會罪」則違反憲法權力分立原則與制衡原則等。

## 各界反應

### 國際媒體
2024年5月18日，路透社發布報導，以喧鬧式民主形容台灣。指出中華民國國會有時會發生打鬥推擠，如2020年國民黨立委曾因臺灣進口美國肉類問題，在國會丟擲豬內臟。這次的衝突增加了賴清德新政府上任後出現更多動盪和國會衝突的可能性。
5月21日，《時代雜誌》以臺灣爆發抗議活動，傾向中國的立法者旨在削弱新總統（Protests Erupt in Taiwan as China-Leaning Lawmakers Aim to Weaken New President）為標題，大西洋理事會駐台北研究員說「這似乎是企圖削弱政府有效治理的能力」。
5月26日，《外交家雜誌》刊登國際共和研究所主席丹尼尔·特灵與東亞總監亞當·金文章：在立法過程中，細節是很重要的。台灣應該明智的記得這一點（In Lawmaking, the Details Matter. Taiwan Would be Wise to Remember That）。
5月28日，半島電視台報導：台灣立法院通過親中法案修正（Taiwan’s parliament passes bill pushing pro-China changes）。
5月28日，美聯社報導：台灣立法機構通過減少總統權力法案修正，似乎有利中國（Taiwan’s legislature passes changes seen as favoring China, reducing president’s power）。

### 海外人士
美國在臺協會前處長楊甦棣、司徒文等30名國際學者發表聯合聲明，稱國、眾兩黨的國會改革表面看似合理，但內容實則違反台灣獨特的憲政架構與立法精神。而他們也提及了國民黨剝奪了民進黨對法案的修改、辯論，甚至審查的機會，限縮公眾討論空間。
2024年5月20日，美國國會-中國問題執行委員會主席兼眾議院外交事務委員會高階議員克里斯·史密斯，就臺灣新總統和副總統就職發表了以下宣告：“祝賀William Lai和Bi-khim Hsiao就任中華民國（臺灣）總統和副總統——這是一個充滿活力的民主國家，與習近平和中國共產黨（CCP）的暴政形成鮮明對比⋯⋯賴總統也許需要努力度過的第一個挑戰，是立法院民主進步黨部分激進立委的混亂。他們反對該黨曾經提倡的、更強有力的制衡改革，這些改革被視為成熟和繁榮民主的標誌⋯⋯”隔日，他撤掉了前文，並就台灣立法院正在進行的辯論發表以下宣告：“台灣已經證明自己是一個民主成功的典範。作為一個共和國，擁有權力分立，現在國會內部存在分裂。重要的是，各政黨共同承諾遵守憲政治理、進行尊重的對話，並且最重要的是承諾和平解決分歧。台灣以其充滿活力的自由，與共產中國形成鮮明對比。”趙怡翔稱史密斯辦公室遺憾看到自己的言論被媒體斷章取義。
5月26日，留學瑞士、法國等歐洲各地臺灣學生自發組團到日內瓦聲援臺灣參加世界卫生大会，活動之餘不忘舉起「退回法案」、「反對國會濫權」等手板，甚至高喊「拒絕黑箱國會」，呼應立法院場外抗議群眾的訴求。
5月29日，美國眾議院外交委員會主席麥考爾在訪問立法院後發言，指出近期的立法院外示威「在美國國會也常有類似情況」、「人民的抗爭並不是軟弱的象徵，而是力量的展現。」
6月2日，美國洛杉磯的海外人士在聯邦政府大樓前遊行，聲援台灣「青鳥行動」。眾人舉起標語，並用多種語言高喊口號，獲得許多過路車輛長鳴喇叭表達支持。 
2024年6月4日中午12時，「青鳥行動」支持者租用了紐約時代廣場的主廣告牌，以每5分鐘30秒的頻率，24小時循環播放一段宣傳影片。該影片展示了青鳥飛過螢幕的動畫，並穿插了台灣地圖、選舉標誌、彩虹旗和珍珠奶茶等圖像元素。這項名為「Keep Taiwan Free」的活動於5月30日發起眾籌，在2小時50分鐘內募集到新台幣260萬元的目標金額。組織者計劃在更多國際城市購買廣告牌，以持續進行宣傳。

### 中国大陸
中國大陸政府在社交媒體上進行了一系列反對「台獨」的民族主义宣傳活動，許多台籍藝人在微博上發表支持國家統一的文章。官方媒體主要報導了立法委員之間的衝突，批評民進黨是民粹和造謠的政黨，同時壓制了立法院外大規模示威集會的資訊。絕大多數能看到的評論都是在嘲笑台灣的政治體制，並稱本集會為「綠蛙在叫」。但也有少數人委婉的諷刺了前述現象。

### 中共對台「統戰」指控
2024年2月6日，袁紅冰接受看中國新聞記者採訪表示，他通過紅二代人士獲悉，中共對台灣的統戰策略由王滬寧主導，宋濤具體執行，透過特定人士和統戰活動，加強與台灣立法院和國民黨的聯繫，並提出了一份名為《佔領臺灣立法院制高點的統戰戰略要點》文件，目前已經發到中共各個省市自治區的統戰部、政協和地方國台辦的主管領導一級。計畫督促韓國瑜和傅崐萁以查弊案、反貪腐、國會改革的名義，削弱台灣的國防戰略，並提出包括立法院「調查權」、「總統質詢權」和「反台獨法」等法案，試圖造成立法機構混亂，降低民進黨政府的效率。同時，中共將加強輿論引導，反獨促統，使九二共識成為台灣社會的主流觀點。
袁紅冰指出，台灣面臨兩個選擇：一是交出台灣人的決定權，接受中共強加的暴政，換取所謂的「和平」；二是捍衛自由與公義，與中共的極權主義進行戰略對決，但面對中共可能強加的戰爭。這是臺灣和國際社會共同面臨的問題。
5月22日，日本《產經新聞》台北支局長矢板明夫分享了報導內容，因為文章對本次事件的準確預言引發關注。新黨籍台北市議員侯漢廷隨後表示，文章未卜先知且文件名稱錯誤；國民黨指出袁紅冰過去的數番言論皆與事實發展不符。台灣民眾黨黨團總召黃國昌稱其言論缺乏依據，並強調他個人與政黨皆未受到中共當局指示。
5月24日，袁紅冰受訪表示，有關情報來源於紅二代家庭成員，具高可信度。並指出中共對台統戰及內部用詞之間存在差異。這些資料顯示，中共情報系統對國民黨內部政治運作瞭解甚深。袁紅冰認為，習近平目前的對台政策已轉向恐嚇台灣，希望藉此瓦解台灣人的意志，而國家的靈魂在於人民。本次抗議示威潮有望抵禦中共的威嚇策略。

## 民意調查

### 國會修法
台灣民意基金會5月20日至5月22日間以1,077個樣本進行民調，對於修法過程中之肢體衝突，有31.6%同情執政黨、27.6%同情在野黨、24.6%都不支持；關於「公務員藐視國會罪」，是否贊成對進行虛偽陳述之公務員處以徒刑、拘役或罰金之條文，表達贊成者佔57.5%、表達不贊成者佔29.2%。民調主持者、基金會董事長游盈隆據以認為過半民眾支持「藐視國會罪」，且衝突「沒有贏家」。此份民調被部分評論者認為，其題目被去脈絡化且推論方式錯誤，而有誤導性。
TVBS於5月28日至6月4日間針對934個樣本進行民調，結果顯示：64%的受訪者表示不清楚修法內容，且不分政黨傾向，表示不清楚者皆過半；支持三讀通過之修法者佔41%，不支持者佔35%。ETtoday5月30日至6月2日間進行之民調結果顯示，1,092個樣本中，支持國會改革者佔57.3%、不支持者佔30.8%。

### 覆議
ETtoday5月30日至6月2日間進行之民調中，48.9%的受訪者支持行政院提出覆議，反對者佔37.0%。中華亞太菁英交流協會6月12至13日間的民調中，有61.4%的受訪者支持覆議，不支持者佔21.3%。
| 出資和執行單位                              | 調查日期              | 調查方法  | 樣本數目 | 反對覆議% | 支持覆議% | 沒意見/不知道/拒絕回答% |
| ------------------------------------------- | --------------------- | --------- | -------- | --------- | --------- | ----------------------- |
| ETtoday新聞雲（页面存档备份，存于）         | 2024年5月30日至6月2日 | 手機簡訊  | 1,092    | 37.0%     | 48.9%     | 14%                     |
| 台灣民意基金會                              | 2024年6月11至13日     | 市話+手機 | 1,070    | 33.5%     | 51.9%     | 14.6%                   |
| 中華亞太菁英交流協會 （页面存档备份，存于） | 2024年6月12至13日     | 市話+手機 | 1,139    | 21.3%     | 61.4%     | 17.3%                   |
| 鏡新聞（页面存档备份，存于）                | 2024年6月16至17日     | 市話+手機 | 1,072    | 25%       | 47%       | 27.6%                   |

## 相關資料
1. ↑  1993年07月23日，司法院大法官釋字第325號解釋：「憲法之五院體制並未改變，原屬於監察院職權中之彈劾、糾舉、糾正權及為行使此等職權，依憲法第九十五條、第九十六條具有之調查權，憲法增修條文亦未修改，此項調查權仍應專由監察院行使。」[26]2004年12月15日，司法院大法官釋字第585號解釋：立法院為有效行使憲法所賦予之立法職權，本其固有之權能自得享有，一定之調查權，主動獲取行使職權所需之相關資訊，俾能充分思辯，審慎決定，以善盡民意機關之職責，發揮權力分立與制衡之機能。...基於權力分立與制衡原則，立法院調查權所得調查之對象或事項，並非毫無限制。除所欲調查之事項必須與其行使憲法所賦予之職權有重大關聯者外，凡國家機關獨立行使職權受憲法之保障者，即非立法院所得調查之事物範圍（本院釋字第三二五號、第四六一號解釋參照）。[27]
2. ↑  15-1、15-2、15-4條
3. ↑  29條、29-1條、30條、30-1條、31條
4. ↑  第八章：45條、46條、46-1條、46-2條、47條、48條、49條、50條、50-1條、50-2條、51條、52條、53條、53-1條、53-2條、53-3條
5. ↑  第九章之1：59-1條～59-9條
6. ↑  《立法院職權行使法》15條、29條、44條
7. ↑  22條、23條、28條
8. ↑  個人資料：指自然人之姓名、出生年月日、國民身分證統一編號、護照號碼、特徵、指紋、婚姻、家庭、教育、職業、病歷、醫療、基因、性生活、健康檢查、犯罪前科、聯絡方式、財務情況、社會活動及其他得以直接或間接方式識別該個人之資料。[158]